# Ron Koevoets
Hieronimus (Ron) Koevoets (Zierikzee, 26 januari 1923 – 23 augustus 1998) was een politicus van de ARP.
Hij werd geboren als zoon van de timmerman Johannes Hendrikus Koevoets (1899-1930) en Lena Johanna van IJsseldijk (1894-1979). Hij heeft de ulo gedaan en na studie in zijn vrije tijd kon hij in 1940 bij de fiscus gaan werken. Hij bracht het daar tot commies en chef de bureau. Bij de gemeenteraadsverkiezingen van 1958 werd hij gekozen in de gemeenteraad van Zierikzee. Hij werd daar ook wethouder en tussen het vertrek van burgemeester F.Th. Dijckmeester in 1965 en de komst in 1966 van D.D.W.J. Kastelein als nieuwe burgemeester van Zierikzee nam Koevoets als loco-burgemeester bijna een jaar de leiding over. In november 1966 werd Koevoets benoemd tot burgemeester van Valkenisse. Hij had een langlopend conflict met de gemeenteraad en stapte na één ambtstermijn (6 jaar) op. Koevoets overleed in 1998 op 75-jarige leeftijd.